# محمد بن عبيد بن أبي أمية
محمد بن عبيد بن أبي أمية الطنافسي الكوفي أخو يعلى بن عبيد بن أبي أمية. أحد رواة الحديث النبوي.

## طلبه للعلم
حدث عن إسماعيل بن أبي خالد، والأعمش، ويزيد بن كيسان، وعبيد الله بن عمر، والعوام بن حوشب، وإدريس الأودي، والثوري، وخلق كثير. حدث عنه أحمد بن حنبل، ويحيى بن معين، وإسحاق، وابن نمير، وابنا أبي شيبة، وأبو خيثمة، وأحمد بن الفرات، وأحمد بن سليمان الرهاوي، ومحمد بن يحيى الذهلي، وعباس الدوري، ويعقوب بن شيبة، وخلق كثير.

## مكانته العلمية
- قال أحمد بن حنبل ويحيى بن معين: «عمر ومحمد ويعلى بنو عبيد ثقات».
- قال الدارقطني : «عمر ويعلى ومحمد وإدريس وإبراهيم بنو عبيد كلهم ثقات».
- روى صالح بن أحمد بن حنبل عن أبيه قال: «كان محمد بن عبيد يخطئ، ولا يرجع عن خطئه».
- قال ابن سعد: «نزل محمد بن عبيد بغداد دهرا، ثم رجع إلى الكوفة، فمات قبل يعلى في سنة أربع ومائتين... وكان ثقة كثير الحديث، صاحب سنة وجماعة».
- قال يعقوب السدوسي: «كان ممن يقدم عثمان على علي، وقل من يذهب إلى هذا من الكوفيين، توفي سنة أربع ».
- قال محمد بن عبد الله بن عمار: محمد بن عبيد وإخوته أثبات، وأحفظهم يعلى، وأبصرهم بالحديث محمد، وعمر شيخهم}}.
- قال الذهبي: «عمر من أقران هشيم».
- قال يعقوب بن شيبة: «محمد بن عبيد مولى لإياد، سمعت ابن المديني يقول كان كيسا».
- قال العجلي: «ثقة عثماني، حديثه أربعة آلاف حديث يحفظها».

## وفاته
توفي سنة 204 هـ.